# UFC 299
UFC 299: O’Malley vs. Vera 2（ユーエフシー・ツーナインティナイン：オマリー・バーサス・ヴェラ・ツー）は、アメリカ合衆国の総合格闘技団体「UFC」の大会の一つ。2024年3月9日、フロリダ州マイアミのカセヤ・センターで開催された。

## 大会概要
本大会は王者ショーン・オマリーと挑戦者マルロン・ヴェラによるUFC世界バンタム級タイトルマッチが組まれた。

## 試合結果

### アーリープレリム
第1試合 女子フライ級 5分3R
○  ジョアン・ウッド vs.  マリーナ・モロズ ×
3R終了 判定2-1（28-29、29-28、29-28）
第2試合 127ポンド契約 5分3R
○  アスー・アルマバイエフ vs.  CJ・ベルガラ ×
3R終了 判定3-0（30-27、30-27、30-27）
※ベルガラの体重超過によりフライ級から変更。
第3試合 ヘビー級 5分3R
○  ロベリス・デスパイネ vs.  ジョシュ・パリジアン ×
1R 0:18 KO（右フック→パウンド）
第4試合 ミドル級 5分3R
○  ミシェル・ペレイラ vs.  ミハル・オレクシェイチュク ×
1R 1:01 リアネイキドチョーク
第5試合 ライトヘビー級 5分3R
○  フィリペ・リンス vs.  イオン・クテラバ ×
3R終了 判定3-0（29-28、29-28、29-28）

### プレリミナリーカード
第6試合 バンタム級 5分3R
○  カイラー・フィリップス vs.  ペドロ・ムニョス ×
3R終了 判定3-0（30-27、30-27、30-27）
第7試合 ライト級 5分3R
○  マテウス・ガムロット vs.  ハファエル・ドス・アンジョス ×
3R終了 判定3-0（29-28、29-28、30-27）
第8試合 女子フライ級 5分3R
○  メイシー・バーバー vs.  ケイトリン・チュケイギアン ×
3R終了 判定3-0（30-27、30-27、29-28）
第9試合 ヘビー級 5分3R
○  カーティス・ブレイズ vs.  ジャイルトン・アウメイダ ×
2R 0:36 TKO（側頭部への鉄槌連打→パウンド）

### メインカード
第10試合 バンタム級 5分3R
○  ピョートル・ヤン vs.  ソン・ヤドン ×
3R終了 判定3-0（29-28、29-28、29-28）
第11試合 ウェルター級 5分3R
○  ジャック・デラ・マダレナ vs.  ギルバート・バーンズ ×
3R 3:43 KO（右膝蹴り→グラウンドの肘打ち連打）
第12試合 ウェルター級 5分3R
○  マイケル・ペイジ vs.  ケビン・ホランド ×
3R終了 判定3-0（29-28、29-28、29-28）
第13試合 ライト級 5分5R
○  ダスティン・ポイエー vs.  ブノワ・サン＝デニ ×
2R 2:32 KO（右フック→パウンド）
第14試合 UFC世界バンタム級タイトルマッチ 5分5R
○  ショーン・オマリー vs.  マルロン・ヴェラ ×
5R終了 判定3-0（50-45、50-45、50-44）
※オマリーが王座の初防衛に成功。

### 各賞
ファイト・オブ・ザ・ナイト：ダスティン・ポイエー vs. ブノワ・サン＝デニ
パフォーマンス・オブ・ザ・ナイト：ショーン・オマリー、ジャック・デラ・マダレナ、カーティス・ブレイズ、ミシェル・ペレイラ、ロベリス・デスパイネ
各選手にはボーナスとして5万ドルが授与された。

### カード変更
負傷などによるカードの変更は以下の通り。